# Powiat Bad Kreuznach
Powiat Bad Kreuznach (niem. Landkreis Bad Kreuznach) – powiat w Niemczech, w kraju związkowym Nadrenia-Palatynat. Stolicą powiatu jest miasto Bad Kreuznach.

## Podział administracyjny
Powiat Bad Kreuznach składa się z:
- jedmej gminy miejskiej (Stadt)
- pięciu gmin związkowych (Verbandsgemeinde)

Gminy miejskie:
| Lp. | Nazwa gminy miejskiej | Ludność (31.12.2009) | Powierzchnia km² |
| --- | --------------------- | -------------------- | ---------------- |
| 1   | Bad Kreuznach         | 47.337               | 55,63            |

Gminy związkowe:
| Lp. | Nazwa gminy związkowej   | Ludność (31.12.2009) | Powierzchnia km² | Liczba gmin |
| --- | ------------------------ | -------------------- | ---------------- | ----------- |
| 1   | Bad Kreuznach            | 12.673               | 73,70            | 13          |
| 2   | Kirner Land              | 18.555               | 134,47           | 21          |
| 3   | Langenlonsheim-Stromberg | 22.609               | 129,00           | 17          |
| 4   | Nahe-Glan                | 26.107               | 273,90           | 34          |
| 5   | Rüdesheim                | 28.611               | 197,06           | 32          |

## Współpraca
Miejscowość partnerska powiatu:
- Tempelhof-Schöneberg, Berlin

## Zmiany administracyjne
1 stycznia 2020
- połączenie miasta Kirn z gminą związkową Kirn-Land w gminę związkową Kirner Land
- połączenie gminy związkowej Bad Sobernheim z gminą związkową Meisenheim w gminę związkową Nahe-Glan
- połączenie gminy związkowej Langenlonsheim z gminą związkową Stromberg w gminę związkową Langenlonsheim-Stromberg